# Philip Sandblom
John Philip Sandblom (* 29. Oktober 1903 in Chicago, Vereinigte Staaten; † 21. Februar 2001 in Lausanne, Schweiz) war ein schwedischer Chirurg und Segler.

## Akademische Karriere
Sandblom schloss zunächst 1930 sein Medizinstudium am Karolinska-Institut ab, dem 1934 ein Masterabschluss an der Northwestern University in Chicago folgte. 1944 erwarb er am Karolinska-Institut seinen Doktor der Medizin und war fortan in der Kinderchirurgie tätig. Bereits 1945 wurde er Chefarzt im Kronprinsessan Lovisas Barnsjukhus, einem Stockholmer Krankenhaus für Kinder. Fünf Jahre darauf wurde er erst Professor an der Universität Lund und 1957 schließlich deren Rektor. Diesen Posten hatte er bis 1968 inne. Sandblom ging 1971 zwar in Ruhestand, betätigte sich aber in San Diego und Lausanne weiterhin als Chirurg und Wissenschaftler.

## Sportliche Erfolge
Philip Sandblom, der Mitglied im Kungliga Svenska Segelsällskapet war, gewann bei den Olympischen Spielen 1928 in Amsterdam in der 8-Meter-Klasse die Bronzemedaille. Er war Crewmitglied der Sylvia, die in sieben Wettfahrten zwei Siege einfuhr und damit hinter dem französischen Boot L’Aile VI und den Niederländern auf der Hollandia Dritte wurde. Die Schweden wurden mit der Sylvia zwar ebenso wie die Niederländer zweimal Erste und erreichten wie die Hollandia auch zweimal den zweiten Platz, ausschlaggebend für die Platzierung war aber letztlich die Anzahl der dritten Plätze, die sich bei der Hollandia auf dreimal belief, bei der Sylvia dagegen nur auf einmal. Zur Crew der von Skipper Clarence Hammar angeführten Sylvia gehörten außerdem sein Vater John Sandblom und sein Bruder Carl Sandblom sowie Tore Holm und Wilhelm Törsleff.

## Sonstiges
Sandblom war auch als Kunstsammler aktiv und erwarb gemeinsam mit seiner Ehefrau Grace Sandblom eine große Sammlung, zu denen auch Werke Renoirs oder Picassos gehörten.